# Carrarese Calcio 1908 2014-2015
Questa voce raccoglie le informazioni riguardanti la Carrarese Calcio 1908 nelle competizioni ufficiali della stagione 2014-2015.

## Stagione
Nella stagione 2014-2015 la Carrarese ha disputato il quarto campionato consecutivo in Lega Pro, il ventitreesimo nella storia del club in Serie C1/Lega Pro Prima Divisione ora unificata nella Terza serie unica, essendovi automaticamente ammessa in quanto classificatasi 11ª nel torneo di Lega Pro Prima Divisione 2013-2014 che non prevedeva retrocessioni. Confermato l'allenatore Gian Marco Remondina alla guida, che era subentrato a Maurizio Braghin nella seconda metà del torneo precedente. La squadra non supera la fase eliminatoria a gironi della Coppa Italia Lega Pro, collezionando solo due pareggi (0-0) con Lucchese e Pistoiese. In campionato raccoglie 44 punti con il quindicesimo posto finale, quattro punti sopra la zona Play-out. Protagonista in attacco il fiorentino Marco Cellini che ha firmato 18 reti.

## Divise e sponsor
Lo sponsor tecnico per la stagione 2014-2015 è Joma, mentre lo sponsor ufficiale e il co-sponsor sono rispettivamente Marmo Di Carrara e Alioto Group.
| Casa | Trasferta |

## Organigramma societario
Area direttiva
- Presidente: Andrea Pasquini
- Proprietario: Gianluigi Buffon
- Direttore generale: Sandro Turotti

Area organizzativa
- Segretario generale: Iacopo Pasciuti
- Team manager: Marco Ricci

Area tecnica
- Allenatore: Gian Marco Remondina
- Allenatore in seconda: Andrea Tedeschi
- Preparatore atletico: Andrea Castellani
- Preparatore dei portieri: Emiliano Betti

Area sanitaria
- Responsabile: Marco Piolanti
- Medico sociale: Giuseppe Rogato

## Rosa
Rosa estratta dal sito ufficiale al 12 marzo 2015.
| N. |                    | Ruolo | Calciatore          |
| -- | ------------------ | ----- | ------------------- |
|    | Italia (bandiera)  | P     | Riccardo Anedda     |
|    | Italia (bandiera)  | P     | Alex Calderoni      |
|    | Italia (bandiera)  | P     | Alessio Gavellotti  |
|    | Italia (bandiera)  | P     | Luca Zanotti        |
|    | Italia (bandiera)  | D     | Matteo Battistini   |
|    | Italia (bandiera)  | D     | Maikol Benassi      |
|    | Italia (bandiera)  | D     | Filippo Berra       |
|    | Italia (bandiera)  | D     | Marco Gorzegno      |
|    | Romania (bandiera) | D     | Vasilica Mihai Gusu |
|    | Italia (bandiera)  | D     | Nicola Lancini      |
|    | Italia (bandiera)  | D     | Fabio Maccabruni    |
|    | Italia (bandiera)  | D     | Leonardo Massoni    |
|    | Italia (bandiera)  | D     | Andrea Sbraga       |
|    | Italia (bandiera)  | D     | Dario Teso          |

| N. |                               | Ruolo | Calciatore           |
| -- | ----------------------------- | ----- | -------------------- |
|    | Italia (bandiera)             | C     | Luca Belcastro       |
|    | Italia (bandiera)             | C     | Paolo Beltrame       |
|    | Italia (bandiera)             | C     | Filippo Maria Brondi |
|    | Italia (bandiera)             | C     | Michele Castagnetti  |
|    | Italia (bandiera)             | C     | Donato Disabato      |
|    | Italia (bandiera)             | C     | Niccolò Galli        |
|    | Italia (bandiera)             | C     | Alessandro Gherardi  |
|    | Francia (bandiera)            | C     | Eddy Gnahoré         |
|    | Italia (bandiera)             | C     | Alex Pedone          |
|    | Macedonia del Nord (bandiera) | A     | Fatih Ademi          |
|    | Italia (bandiera)             | A     | Giacomo Ambrosini    |
|    | Italia (bandiera)             | A     | Marco Cellini        |
|    | Italia (bandiera)             | A     | Antonio Di Nardo     |
|    | Italia (bandiera)             | A     | Matteo Merini        |

## Calciomercato

### Sessione estiva(dal 01/07 al 02/09)
| Acquisti | Acquisti            | Acquisti     | Acquisti             |
| R.       | Nome                | da           | Modalità             |
| -------- | ------------------- | ------------ | -------------------- |
| P        | Luca Zanotti        | Atalanta     | prestito             |
| D        | Filippo Berra       | Udinese      | prestito             |
| D        | Vasilica Mihai Gusu | Borgosesia   | definitivo           |
| D        | Andrea Sbraga       | Lazio        | definitivo           |
| C        | Donato Disabato     | Pro Vercelli | prestito             |
| C        | Eddy Gnahorè        |              | svincolato           |
| C        | Nicola Lancini      | Brescia      | prestito             |
| C        | Alex Pedone         | Milan        | definitivo           |
| C        | Niccolò Galli       | svincolato   | definitivo (annuale) |

| Cessioni | Cessioni            | Cessioni         | Cessioni              |
| R.       | Nome                | a                | Modalità              |
| -------- | ------------------- | ---------------- | --------------------- |
| P        | Mattia Di Vincenzo  | Siena            | fine prestito         |
| D        | Simone Bregliano    | San Marino       | svincolato            |
| D        | Kevin Trocar        | Forcoli          | svincolato            |
| D        | Diego Vannucci      | Real Vicenza     | definitivo            |
| D        | Alessandro Videtta  | Pontedera        | svincolato            |
| C        | Gianmarco Chella    | Caratese         | definitivo            |
| C        | Lorenzo Del Padrone | Ponsacco         | prestito              |
| C        | Francesco Dettori   | Pescara          | risoluzione contratto |
| C        | Enrico Geroni       | AlbinoLeffe      | fine prestito         |
| C        | Nicola Pescatore    | Bologna          | fine prestito         |
| C        | Marco Tognoni       | Folgore Caratese | prestito              |
| A        | Leonardo Mancuso    | Cittadella       | definitivo            |

### Fuori Sessione (settembre-dicembre)
| Acquisti | Acquisti         | Acquisti   | Acquisti   |
| R.       | Nome             | da         | Modalità   |
| -------- | ---------------- | ---------- | ---------- |
| A        | Antonio Di Nardo | svincolato | definitivo |

| Cessioni | Cessioni | Cessioni | Cessioni |
| R.       | Nome     | a        | Modalità |
| -------- | -------- | -------- | -------- |

### Sessione invernale(dal 05/01 al 02/02)
| Acquisti | Acquisti         | Acquisti | Acquisti   |
| R.       | Nome             | da       | Modalità   |
| -------- | ---------------- | -------- | ---------- |
| D        | Leonardo Massoni | Monza    | definitivo |

| Cessioni | Cessioni            | Cessioni   | Cessioni |
| R.       | Nome                | a          | Modalità |
| -------- | ------------------- | ---------- | -------- |
| D        | Maikol Benassi      | San Marino | prestito |
| D        | Vasilica Mihai Gusu | Borgosesia | prestito |

### Fuori Sessione (febbraio-maggio)
| Acquisti | Acquisti        | Acquisti   | Acquisti   |
| R.       | Nome            | da         | Modalità   |
| -------- | --------------- | ---------- | ---------- |
| P        | Riccardo Anedda | svincolato | definitivo |

| Cessioni | Cessioni       | Cessioni | Cessioni   |
| R.       | Nome           | a        | Modalità   |
| -------- | -------------- | -------- | ---------- |
| P        | Alex Calderoni | -        | svincolato |

## Risultati

### Lega Pro Prima Divisione

#### Girone di andata
| Ponte a Egola 31 agosto 2014, ore 17:00 CEST 1ª giornata | Tuttocuoio                 | 0 – 0 referto | Carrarese | Stadio Ettore Mannucci (589 spett.)\| Arbitro: \| Rasia (Bassano del Grappa) \| |
| Arbitro:                                                 | Rasia (Bassano del Grappa) |               |           |                                                                                 |

| Arbitro: | Piscopo (Imperia) |

|                                      |           |                                        |
| Merini 36’, 76’ (rig.) Belcastro 61’ | Marcatori | 16’ Mungo 70’ Tripoli 90+5’ Frascatore |

| Arbitro: | Robilotta (Sala Consilina) |

|                 |           |            |
| La Mantia 90+2’ | Marcatori | 30’ Merini |

| Carrara 17 settembre 2014, ore 20:45 CEST 4ª giornata | Carrarese          | 0 – 0 referto | Grosseto | Stadio dei Marmi (1.400 spett.)\| Arbitro: \| Prontera (Bologna) \| |
| Arbitro:                                              | Prontera (Bologna) |               |          |                                                                     |

| Arbitro: | Zanonato (Vicenza) |

|                          |           |                           |
| Hamlili 19’ F. Forte 67’ | Marcatori | 8’ Merini 50’ Castagnetti |

| Carrara 26 settembre 2014, ore 19:30 CEST 6ª giornata | Carrarese           | 0 – 0 referto | Ancona | Stadio dei Marmi (1.130 spett.)\| Arbitro: \| Fiorini (Frosinone) \| |
| Arbitro:                                              | Fiorini (Frosinone) |               |        |                                                                      |

| Arbitro: | Amoroso (Paola) |

|  |           |            |
|  | Marcatori | 81’ Merini |

| Arbitro: | Pillitteri (Palermo) |

|                    |           |            |
| Cellini 74’ (rig.) | Marcatori | 87’ Loviso |

| Arbitro: | Strippoli (Bari) |

|                   |           |             |
| A. Donnarumma 76’ | Marcatori | 64’ Cellini |

| Arbitro: | Maggioni (Lecco) |

|                         |           |                       |
| Cellini 35’ Gnahorè 53’ | Marcatori | 29’ Radoi 90+2’ Obeng |

| Arbitro: | Schirru (Nichelino) |

|                 |           |  |
| Quintavalla 63’ | Marcatori |  |

| Arbitro: | Fiore (Barletta) |

|            |           |  |
| Corapi 83’ | Marcatori |  |

| Arbitro: | Viotti (Tivoli) |

|                            |           |  |
| Cellini 18’, 76’, 80’, 84’ | Marcatori |  |

| Arbitro: | Tardino (Milano) |

|  |           |                 |
|  | Marcatori | 90’ Castagnetti |

| Arbitro: | Mainardi (Bergamo) |

|           |           |                                       |
| Berra 45’ | Marcatori | 9’, 90+4’ Ruopolo 23’ (rig.) Bruccini |

| Carrara 7 dicembre 2014, ore 14:30 CET 16ª giornata | Carrarese        | 0 – 0 referto | Ascoli | Stadio dei Marmi (1.213 spett.)\| Arbitro: \| Colarossi (Roma) \| |
| Arbitro:                                            | Colarossi (Roma) |               |        |                                                                   |

| Arbitro: | Luciano (Lamezia Terme) |

|  |           |                 |
|  | Marcatori | 20’, 55’ Merini |

| Arbitro: | Andreini (Forlì) |

|              |           |              |
| Gherardi 43’ | Marcatori | 29’ Gasbarro |

| Arbitro: | Giua (Pisa) |

|              |           |              |
| Fanucchi 29’ | Marcatori | 47’ Gorzegno |

#### Girone di ritorno
| Arbitro: | Viotti (Tivoli) |

|                                                 |           |              |
| N. Galli 4’, 18’ Cellini 44’, 88’ (rig.), 90+3’ | Marcatori | 66’ Tempesti |

| Arbitro: | Proietti (Terni) |

|              |           |                |
| Anastasi 47’ | Marcatori | 90+1’ Gorzegno |

| Carrara 25 gennaio 2015, ore 12:30 CET 22ª giornata | Carrarese     | 0 – 0 referto | San Marino | Stadio dei Marmi (816 spett.)\| Arbitro: \| Candeo (Este) \| |
| Arbitro:                                            | Candeo (Este) |               |            |                                                              |

| Arbitro: | Morreale (Roma) |

|                           |           |                    |
| Torromino 43’, 80’ (rig.) | Marcatori | 65’ (rig.) Cellini |

| Arbitro: | Boggi (Salerno) |

|              |           |              |
| F. Galli 58’ | Marcatori | 64’ Melandri |

| Arbitro: | Panarese (Lecce) |

|                               |           |             |
| Tavares 11’ Paponi 32’ (rig.) | Marcatori | 78’ Cellini |

| Arbitro: | Valiante (Nocera Inferiore) |

|                                  |           |  |
| Cellini 35’, 68’ Castagnetti 38’ | Marcatori |  |

| Arbitro: | De Angeli (Abbiategrasso) |

|                   |           |                               |
| L. Marchionni 61’ | Marcatori | 88’ (rig.) Cellini 90+5’ Teso |

| Arbitro: | Lanza (Nichelino) |

|              |           |                                                               |
| F. Galli 28’ | Marcatori | 42’, 90+3’ A. Donnarumma 47’, 54’ Lapadula 74’ Di Paolantonio |

| Santarcangelo di Romagna 14 marzo 2015, ore 15:00 CET 29ª giornata | Santarcangelo      | 0 – 0 referto | Carrarese | Stadio Valentino Mazzola (424 spett.)\| Arbitro: \| Zanonato (Vicenza) \| |
| Arbitro:                                                           | Zanonato (Vicenza) |               |           |                                                                           |

| Arbitro: | Ranaldi (Tivoli) |

|                          |           |                           |
| Belcastro 58’ Merini 70’ | Marcatori | 15’ Cabeccia 85’ Scappini |

| Arbitro: | Fiorini (Frosinone) |

|            |           |                           |
| Merini 15’ | Marcatori | 79’ R. Perna 82’ Pozzebon |

| Arbitro: | Mantelli (Brescia) |

|              |           |                           |
| Speziale 55’ | Marcatori | 38’ Cellini 45’ Belcastro |

| Arbitro: | Baldicchi (Città di Castello) |

|                    |           |                         |
| Cellini 62’ (rig.) | Marcatori | 4’ Lisuzzo 46’ Floriano |

| Arbitro: | Melidoni (Frattamaggiore) |

|                                         |           |  |
| Petković 59’ Ruopolo 87’ Giannone 90+1’ | Marcatori |  |

| Arbitro: | Fourneau (Roma) |

|                                  |           |                  |
| Addae 39’ Perez 83’ Altinier 93’ | Marcatori | 7’, 27’ Gherardi |

| Arbitro: | Marinelli (Tivoli) |

|             |           |                           |
| Cellini 25’ | Marcatori | 90+1’ Finotto 90+3’ Giani |

| Arbitro: | Fanton (Lodi) |

|  |           |                           |
|  | Marcatori | 9’ Belcastro 45’ Disabato |

| Arbitro: | Caso (Verona) |

|  |           |            |
|  | Marcatori | 48’ Rubino |

### Coppa Italia Lega Pro

#### Fase eliminatoria girone E
| Carrara 9 agosto 2014, ore 20:30 CEST 1ª giornata | Carrarese        | 0 – 0 referto | Lucchese | Stadio dei Marmi\| Arbitro: \| Proietti (Terni) \| |
| Arbitro:                                          | Proietti (Terni) |               |          |                                                    |

| Pistoia 14 agosto 2014, ore 18:00 CEST 2ª giornata | Pistoiese        | 0 – 0 referto | Carrarese | Stadio Marcello Melani\| Arbitro: \| Rapuano (Rimini) \| |
| Arbitro:                                           | Rapuano (Rimini) |               |           |                                                          |

## Statistiche
Statistiche aggiornate al 2 maggio 2015.

### Statistiche di squadra
| Competizione          | Punti | In casa | In casa | In casa | In casa | In casa | In casa | In trasferta | In trasferta | In trasferta | In trasferta | In trasferta | In trasferta | Totale | Totale | Totale | Totale | Totale | Totale | DR |
| Competizione          | Punti | G       | V       | N       | P       | Gf      | Gs      | G            | V            | N            | P            | Gf           | Gs           | G      | V      | N      | P      | Gf     | Gs     | DR |
| --------------------- | ----- | ------- | ------- | ------- | ------- | ------- | ------- | ------------ | ------------ | ------------ | ------------ | ------------ | ------------ | ------ | ------ | ------ | ------ | ------ | ------ | -- |
| Lega Pro (girone B)   | 44    | 19      | 3       | 10      | 6       | 27      | 26      | 19           | 6            | 7            | 6            | 20           | 20           | 38     | 9      | 17     | 12     | 47     | 46     | +1 |
| Coppa Italia Lega Pro |       | 1       | 0       | 1       | 0       | 0       | 0       | 1            | 0            | 1            | 0            | 0            | 0            | 2      | 0      | 2      | 0      | 0      | 0      | 0  |
| Totale                | -     | 20      | 3       | 11      | 6       | 27      | 26      | 20           | 6            | 8            | 6            | 20           | 20           | 40     | 9      | 19     | 12     | 47     | 46     | +1 |

### Andamento in campionato
| Giornata  | 1 | 2  | 3  | 4  | 5  | 6  | 7 | 8  | 9  | 10 | 11 | 12 | 13 | 14 | 15 | 16 | 17 | 18 | 19 | 20 | 21 | 22 | 23 | 24 | 25 | 26 | 27 | 28 | 29 | 30 | 31 | 32 | 33 | 34 | 35 | 36 | 37 | 38 |
| --------- | - | -- | -- | -- | -- | -- | - | -- | -- | -- | -- | -- | -- | -- | -- | -- | -- | -- | -- | -- | -- | -- | -- | -- | -- | -- | -- | -- | -- | -- | -- | -- | -- | -- | -- | -- | -- | -- |
| Luogo     | T | C  | T  | C  | T  | C  | T | C  | T  | C  | T  | T  | C  | T  | C  | C  | T  | C  | T  | C  | T  | C  | T  | C  | T  | C  | T  | C  | T  | C  | C  | T  | C  | T  | T  | C  | T  | C  |
| Risultato | N | N  | N  | N  | N  | N  | V | N  | N  | N  | P  | P  | V  | V  | P  | N  | V  | N  | N  | V  | N  | N  | P  | N  | P  | V  | V  | P  | N  | N  | P  | V  | P  | P  | P  | P  | V  | P  |
| Posizione | 9 | 10 | 11 | 11 | 11 | 12 | 9 | 11 | 12 | 12 | 15 | 16 | 15 | 14 | 14 | 15 | 13 | 13 | 14 | 9  | 9  | 9  | 10 | 10 | 12 | 9  | 8  | 9  | 9  | 9  | 12 | 11 | 11 | 11 | 11 | 13 | 12 | 15 |

Fonte:  GIRONE B STATISTICA, su lega-pro.com.
Legenda:

Luogo: C = Casa; T = Trasferta. Risultato: V = Vittoria; N = Pareggio; P = Sconfitta.

### Statistiche dei giocatori
In corsivo i calciatori ceduti a stagione in corso.
| Giocatore      | Lega Pro | Lega Pro | Lega Pro    | Lega Pro   | Coppa Italia Lega Pro | Coppa Italia Lega Pro | Coppa Italia Lega Pro | Coppa Italia Lega Pro | Totale   | Totale | Totale      | Totale     |
| Giocatore      | Presenze | Reti     | Ammonizioni | Espulsioni | Presenze              | Reti                  | Ammonizioni           | Espulsioni            | Presenze | Reti   | Ammonizioni | Espulsioni |
| -------------- | -------- | -------- | ----------- | ---------- | --------------------- | --------------------- | --------------------- | --------------------- | -------- | ------ | ----------- | ---------- |
| R. Anedda      | 1        | -1       | 0           | 0          | -                     | -                     | -                     | -                     | 1        | -1     | 0           | 0          |
| A. Calderoni   | 26       | -27      | 2           | 0          | 0                     | 0                     | 0                     | 0                     | 26       | -27    | 2           | 0          |
| L. Zanotti     | 11       | -18      | 1           | 0          | 2                     | 0                     | 0                     | 0                     | 13       | -18    | 1           | 0          |
| M. Battistini  | 8        | 0        | 3           | 0          | 0                     | 0                     | 0                     | 0                     | 8        | 0      | 3           | 0          |
| M. Benassi     | 7        | 0        | 2           | 0          | 1                     | 0                     | 0                     | 1                     | 8        | 0      | 2           | 1          |
| F. Berra       | 35       | 1        | 7           | 1          | 1                     | 0                     | 0                     | 0                     | 36       | 1      | 7           | 1          |
| M. Gorzegno    | 21       | 2        | 3           | 0          | 2                     | 0                     | 0                     | 0                     | 23       | 2      | 3           | 0          |
| V. Gusu        | 0        | 0        | 0           | 0          | 0                     | 0                     | 0                     | 0                     | 0        | 0      | 0           | 0          |
| N. Lancini     | 27       | 0        | 2           | 0          | 0                     | 0                     | 0                     | 0                     | 27       | 0      | 2           | 0          |
| L. Massoni     | 14       | 0        | 1           | 0          | -                     | -                     | -                     | -                     | 14       | 0      | 1           | 0          |
| A. Sbraga      | 33       | 0        | 8           | 0          | 2                     | 0                     | 0                     | 0                     | 35       | 0      | 8           | 0          |
| D. Teso        | 30       | 1        | 3           | 4          | 2                     | 0                     | 0                     | 0                     | 32       | 1      | 3           | 4          |
| L. Belcastro   | 30       | 4        | 8           | 1          | 2                     | 0                     | 1                     | 0                     | 32       | 4      | 9           | 1          |
| P. Beltrame    | 13       | 0        | 2           | 0          | 2                     | 0                     | 0                     | 0                     | 15       | 0      | 2           | 0          |
| F. Brondi      | 31       | 0        | 9           | 0          | 2                     | 0                     | 1                     | 0                     | 33       | 0      | 10          | 0          |
| M. Castagnetti | 33       | 3        | 13          | 0          | 2                     | 0                     | 0                     | 0                     | 35       | 3      | 13          | 0          |
| D. Disabato    | 12       | 1        | 0           | 0          | 2                     | 0                     | 0                     | 0                     | 14       | 1      | 0           | 0          |
| N. Galli       | 15       | 4        | 2           | 1          | 0                     | 0                     | 0                     | 0                     | 15       | 4      | 2           | 1          |
| A. Gherardi    | 34       | 3        | 2           | 0          | 2                     | 0                     | 0                     | 0                     | 36       | 3      | 2           | 0          |
| E. Gnahorè     | 31       | 1        | 7           | 0          | 1                     | 0                     | 0                     | 0                     | 32       | 1      | 7           | 0          |
| A. Pedone      | 10       | 0        | 1           | 0          | 0                     | 0                     | 0                     | 0                     | 10       | 0      | 1           | 0          |
| F. Ademi       | 12       | 0        | 1           | 0          | 1                     | 0                     | 0                     | 0                     | 13       | 0      | 1           | 0          |
| M. Cellini     | 38       | 18       | 3           | 0          | 2                     | 0                     | 0                     | 0                     | 40       | 18     | 3           | 0          |
| A. Di Nardo    | 21       | 0        | 0           | 0          | -                     | -                     | -                     | -                     | 21       | 0      | 0           | 0          |
| M. Merini      | 37       | 9        | 3           | 0          | 2                     | 0                     | 0                     | 0                     | 39       | 9      | 3           | 0          |